# Sauvatèrra (Gard)
Sauvatèrra (en francès Sauveterre) és un municipi francès situat al departament del Gard i a la regió d'Occitània.